# Hammarlunda socken
Hammarlunda socken i Skåne ingick i Frosta härad, ingår sedan 1971 i Eslövs kommun och motsvarar från 2016 Hammarlunda distrikt.
Socknens areal är 23,17 kvadratkilometer varav 22,97 land. År 2000 fanns här 646 invånare. Löberöds slott, en del av tätorten Löberöd samt kyrkbyn Hammarlunda med sockenkyrkan Hammarlunda kyrka ligger i socknen. 

## Administrativ historik
Socknen har medeltida ursprung. 
Vid kommunreformen 1862 övergick socknens ansvar för de kyrkliga frågorna till Hammarlunda församling och för de borgerliga frågorna bildades Hammarlunda landskommun. Landskommunen uppgick 1952 i Löberöds landskommun som 1971 uppgick i Eslövs kommun. Församlingen uppgick 2006 i Löberöds församling.
1 januari 2016 inrättades distriktet Hammarlunda, med samma omfattning som församlingen hade 1999/2000.
Socknen har tillhört län, fögderier, tingslag och domsagor enligt vad som beskrivs i artikeln Frosta härad. De indelta soldaterna tillhörde Södra skånska infanteriregementet, Färs kompani.

## Geografi
Hammarlunda socken ligger nordost om Lund med Kävlingeån i söder. Socknen är en odlad slättbygd.

## Fornlämningar
Från stenåldern är lösfynd och minst åtta boplatser funna. 

## Namnet
Namnet skrevs 1353 Hamerlunda och kommer från kyrkbyn. Efterleden innehåller lund, 'skogsdunge'. Förleden är hammar, 'sandhöjd' syftande på den sandås kyrkbyn ligger på.